# Parc national d'Intanki
Le parc national d'Intanki est situé dans l'État du Nagaland en Inde.